# L'Âme du violon (film, 1909)
Pour les articles homonymes, voir L'Âme du violon.

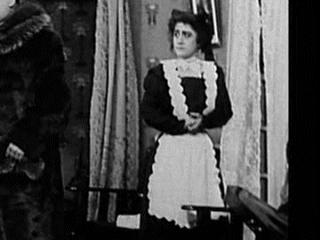
Anita Hendrie dans L'Âme du violon

L'Âme du violon (The Voice of the Violin) est un film muet américain réalisé par D. W. Griffith, sorti en 1909.

## Synopsis
Un violoniste intègre un groupe de terroristes communistes mais doit stopper leurs plans quand il découvre que l'élu de son cœur est dans la maison ciblée.

## Fiche technique
- Titre : L'Âme du violon
- Titre original : The Voice of the Violin
- Réalisation et scénario : D. W. Griffith
- Société de production et de distribution : American Mutoscope and Biograph Company[1]
- Photographie : G. W. Bitzer et Arthur Marvin
- Pays d'origine :  États-Unis
- Format[2] : Noir et blanc - Muet - 1,33:1 ou 1,37:1[3] - 35 mm[3],[4]
- Longueur de pellicule : 978 pieds (298 mètres[4])
- Durée : 16 minutes (à 16 images par seconde)[2]
- Genre : Drame[3]
- Date de sortie : 18 mars 1909

## Distribution
Les noms des personnages proviennent de l'Internet Movie Database.
- Arthur V. Johnson : Herr von Schmidt
- Marion Leonard : Helen Walker
- Frank Powell : M. Walker
- Mack Sennett : une personne à la réunion du parti
- David Miles : le leader communiste
- Linda Arvidson : une personne à la réunion du parti
- Gladys Egan
- George Nichols
- Clara T. Bracy
- John R. Cumpson : une personne à la réunion du parti[3],[5]
- Adele DeGarde : une personne à la réunion du parti[5]
- Anita Hendrie : la domestique de Helen[3],[5]
- Owen Moore : un domestique[5]
- Tom Moore : un domestique[5]
- Herbert Prior : une personne à la réunion du parti / une domestique[5]
- Dorothy West : une personne à la réunion du parti / une domestique[3],[5]

## Autour du film
Les scènes du film ont été tournées les 19 et 23 février 1909 dans le studio de la Biograph à New York et à l'ouest de la douzième rue.
Des copies du film sont conservées à la George Eastman House et à la Bibliothèque du Congrès.